# Rhabdoviridae
Rhabdoviridae è una famiglia di virus dell'ordine Mononegavirales. I virus di questa famiglia hanno una lunghezza approssimativa di 180 nm ed una larghezza di circa 75 nm e possiedono una forma caratteristica a bastoncello (proiettile). Sono virus ad unico filamento di RNA negativo ssRNA(-) (dall'inglese Single Stranded Ribonucleic Acid negative-sense), patogeni sia per l'uomo che per gli animali.

## Tassonomia
Alla famiglia appartengono i seguenti generi.
- Almendravirus
- Alphanemrhavirus
- Alphanucleorhabdovirus
- Arurhavirus
- Barhavirus
- Betanucleorhabdovirus
- Caligrhavirus
- Curiovirus
- Cytorhabdovirus
- Dichorhavirus
- Ephemerovirus
- Gammanucleorhabdovirus
- Hapavirus
- Ledantevirus
- Lostrhavirus
- Lyssavirus, di cui fa parte il virus della rabbia
- Mousrhavirus
- Novirhabdovirus
- Ohlsrhavirus
- Perhabdovirus
- Sawgrhavirus
- Sigmavirus
- Sprivivirus
- Sunrhavirus
- Tibrovirus
- Tupavirus
- Varicosavirus
- Vesiculovirus, di cui fa parte il Virus della stomatite vescicolare
- Zarhavirus

Bisogna poi aggiungere che c'è un gran numero di Rhabdoviridae che non è stato ancora assegnato ad alcun genere.